# Ivan Đurđević
Ivan Đurđević (Belgrado, Serbia, 5 de febrero de 1977) es un exfutbolista y entrenador serbio, cuyo último equipo dirigido fue el Śląsk Wrocław de la Ekstraklasa polaca.

## Clubes
| Club              | País     | Año       |
| ----------------- | -------- | --------- |
| FK Rad Belgrado   | Serbia   | 1996-1998 |
| CD Ourense        | España   | 1998-2000 |
| SC Farense        | Portugal | 2000-2002 |
| Vitória Guimarães | Portugal | 2002-2005 |
| Os Belenenses     | Portugal | 2005-2007 |
| Lech Poznań       | Polonia  | 2007-2013 |

## Principales éxitos
Lech Poznań
- Ekstraklasa (1): 2009/10
- Copa de Polonia (1): 2008/09
- Supercopa polaca de fútbol (1): 2010